# Lista pavărilor uniforme euclidiene

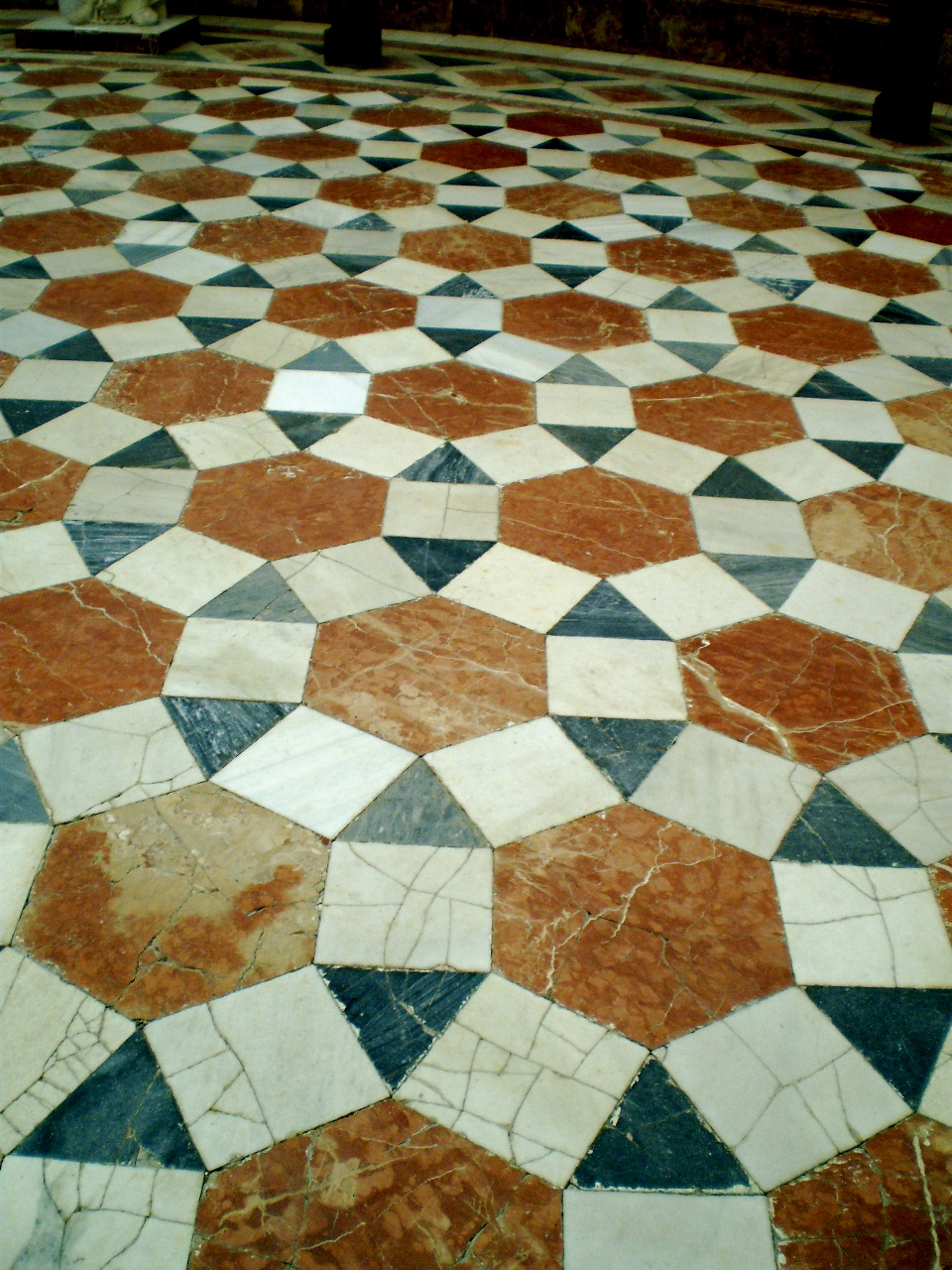
Un exemplu de pavare uniformă în Muzeul de Arheologie din Sevilla, Sevilla, Spania: pavare rombitrihexagonală

Acest tabel prezintă cele 11 pavări uniforme convexe (regulate și semiregulate) ale planului euclidian și pavările lor duale.
În plan există trei pavări regulate și opt semiregulate. Pavările semiregulate formează noi pavări din dualele lor, fiecare realizată dintr-un tip de față neregulată.
Pavările uniforme sunt listate după configurația vârfului, succesiunea de fețe care există la fiecare vârf. De exemplu, 4.8.8 înseamnă un pătrat și două octogoane la un vârf.
Aceste 11 pavări uniforme au 32 de colorări uniforme diferite. O colorare uniformă permite poligoanelor cu laturi identice de la un vârf să fie colorate diferit, menținând totuși uniformitatea vârfurilor și congruența transformărilor între vârfuri. (Notă: unele dintre imaginile din pavările prezentate mai jos sunt nu sunt colorate uniform.)
În plus față de cele 11 pavări uniforme convexe, există și 14 pavări neconvexe, folosind poligoane stelate și configurații ale vârfurilor cu orientare retrogradă.

## Pavări Laves
În cartea sa din 1987, Tilings and Patterns, Branko Grünbaum denumește pavările uniforme pe vârfuri pavări arhimedice, similar cu poliedrele arhimedice. Pavările duale le denumește pavări Laves în onoarea cristalografului Fritz Laves. Ele se numesc și pavări Șubnikov–Laves după Alexei Șubnikov. Conway denumește dualele uniforme pavări Catalan, similar cu poliedrele Catalan.
Pavările Laves au vârfuri în centrele poligoanelor regulate și laturi care conectează centrele poligoanelor regulate care au o latură comună. Aceste forme ale pavărilor Laves sunt numite planigoane. Acestea au 3 forme regulate (triunghi, pătrat și hexagon) și 8 neregulate. Fiecare vârf are laturi distanțate uniform în jurul lui. Analoagele tridimensionale ale planigoanelor se numesc stereoedre.
Aceste pavări duale sunt listate după configurația feței, numărul de fețe de la fiecare vârf al unei fețe. De exemplu V4.8.8 înseamnă pavări triunghiulare isoscele cu un colț cu 4 triunghiuri și două colțuri cu 8 triunghiuri. Orientările planigoanelor pe vârfuri (până la D12) sunt în concordanță cu diagramele vârfurilor din secțiunile de mai jos.
| Triunghiuri | Triunghiuri | Triunghiuri | Triunghiuri | Patrulatere | Patrulatere | Patrulatere  | Pentagoane    | Pentagoane | Pentagoane | Hexagon |
| ----------- | ----------- | ----------- | ----------- | ----------- | ----------- | ------------ | ------------- | ---------- | ---------- | ------- |
| · V63 ·     | · V4.82 ·   | · V4.6.12 · | · V3.122 ·  | · V44 ·     | · V(3.6)2 · | · V3.4.6.4 · | · V32.4.3.4 · | · V34.6 ·  | · V33.42 · | · V36 · |

## Pavări uniforme convexe ale planului euclidian
Toate formele de reflexie pot fi realizate prin construcții Wythoff, reprezentate prin simboluri Wythoff sau diagrame Coxeter–Dynkin, fiecare operând pe unul dintre cele trei triunghiuri Schwarz (4,4,2), (6,3,2), sau (3,3,3), cu simetria reprezentată de grupurile Coxeter: [4,4], [6,3] sau [3[3]]. Formele alternate, cum ar fi snub, pot fi reprezentate și prin simboluri speciale în cadrul fiecărui sistem. Numai o singură pavare uniformă nu poate fi construită prin procedeul Wythoff, dar poate fi realizată printr-o alungire a pavării triunghiulare. Există și o construcție cu plan de oglindire ortogonal [∞,2,∞], văzută ca două seturi de plane de oglindire paralele care formează un domeniu fundamental dreptunghiular. Dacă domeniul este pătrat, această simetrie poate fi dublată de un plan de oglindire diagonal în familia [4,4].

### Pavări wythoffiene
- (4,4,2), {\displaystyle {\tilde {BC}}_{2}}, [4,4] – Simetria pavării pătrate regulate.
  - {\displaystyle {\tilde {I}}_{1}^{2}}, [∞,2,∞]
- (6,3,2), {\displaystyle {\tilde {G}}_{2}}, [6,3] – Simetria pavărilor hexagonală și triunghiulară regulate.
  - (3,3,3), {\displaystyle {\tilde {A}}_{2}}, [3[3]]

### Pavări newythoffiene
- Pavare arhimedică: (3,3,3,4,4), pavare triunghiulară alungită
- Pavare duală Laves: (V3,3,3,4,4), pavare prismatică pentagonală

### Colorare uniformă
Există un total de 32 de colorări uniforme ale celor 11 pavări uniforme:
1. Pavare triunghiulară – 9 colorări, 4 wythoffiene, 5 newythoffiene
2. Pavare pătrată – 9 colorări, 7 wythoffiene, 2 newythoffiene
3. Pavare hexagonală – 3 colorări, toate wythoffiene
4. Pavare trihexagonală – 2 colorări, ambele wythoffiene
5. Pavare pătrată snub – 2 colorări, ambele wythoffiene alternate
6. Pavare pătrată trunchiată – 2 colorări, ambele wythoffiene
7. Pavare hexagonală trunchiată – 1 colorare, wythoffiană
8. Pavare rombitrihexagonală – 1 colorare, wythoffiană
9. Pavare trihexagonală trunchiată – 1 colorare, wythoffiană
10. Pavare hexagonală snub – 1 colorare, wythoffiană alternată
11. Pavare hexagonală triunghiulară alungită – 1 colorare, newythoffiană